# Wilgennerfhoekgalmug
De wilgennerfhoekgalmug (Dasineura pseudococcus) is een muggensoort uit de familie van de galmuggen (Cecidomyiidae). De wetenschappelijke naam van de soort is voor het eerst geldig gepubliceerd in 1890 door Thomas.